# Party (canción de Girls' Generation)
«Party» es una canción interpretada por el grupo femenino surcoreano Girls' Generation. Fue lanzado digitalmente el 7 de julio de 2015 y físicamente al día siguiente por S.M. Entertainment.

## Antecedentes
«Party» fue lanzado por distribución en línea por S.M. Entertainment el 7 de julio de 2015. También fue lanzado fuera de línea como un CD sencillo el 8 de julio de 2015.

## Composición
«Party» fue descrita como una canción de electropop y bubblegum pop. La canción fue descrita con la utilizacoón varios elementos incluyendo «guitarras alegres, sintetizadores, un gancho pegadizo silbato y unos croons de la sintonización automática», y fue comparada con el sencillo de Katy Perry «California Gurls» (2010) y con el sencillo de Daft Punk «Get Lucky» (2014). La canción es acerca de querer salir y pasar un buen rato con los amigos, y hace mención a estas bebidas como limón soju, mojitos y tequila.

## Recepción crítica
«Party» en general recibió críticas positivas de los críticos musicales. Melissa Locker de Vanity Fair se describe a «Party» como «tremendamente pegadiza» y considera que es la mejor canción de la segunda semana de julio de 2015. Casey Lewis de Teen Vogue lo caracterizan como un «himno de synth-pop perfecta-para-verano». Jeff Benjamin de Fuse describió la canción como «adictiva» y consideró que sería «obtener a cabo una tonelada de obras de teatro en la noche». También nombró como la mejor canción del verano de 2015.

## Rendimiento en gráficos
En Corea del Sur, «Party» alcanzó el número uno en Gaon Digital Chart estuvieron en esa posición del 5 al 11 de julio de 2015. También estuvieron en Gaon Download Chart, vendiendo 256,390 unidades digitales en su primera semana de lanzamiento. El sencillo del álbum como conjunto alcanzó el puesto número dos en el Gaon Album Chart.
En septiembre de 2015, el sencillo vendió 725,226 de copias.

## Vídeo musical
«Party» fue coreografiado por Kevin Maher. El vídeo musical fue filmado en Ko Samui, Tailandia. El vídeo tiene un entorno de playa y muestra a las chicas disfrutando de sí mismas en una fiesta en la playa en el verano. También hay algunas escenas que se filmaron en el interior de un bar donde las chicas bailaron la canción. Fue el vídeo musical más visto en YouTube por un acto de Corea del Sur en julio de 2015.

## Promoción
SNSD realizó la canción y B-side «Check» en el Banyan Tree Club & Spa en Seúl justo antes del lanzamiento de «Party».

## Lista de canciones
| CD single / Descarga digital |                        |               |                                                                                       |          |  |
| N.º                          | Título                 | Letras        | Música                                                                                | Duración |  |
| 1.                           | «Party»                | Jo Yun-gyeong | Albi Albertsson, Chris Young, Shin Agnes                                              | 3:13     |  |
| 2.                           | «Check»                | Mafly         | Teddy Riley, Lee Hyun-seung, Dominique Rodriguez, Daniel 'Obi' Klein, Engelina Larsen | 3:26     |  |
| 3.                           | «Party (Instrumental)» | N/A           | Albi Albertsson, Chris Young, Shin Agnes                                              | 3:13     |  |

## Posicionamiento
| Gráfico (2015)                       | Posición |
| ------------------------------------ | -------- |
| Corea del Sur (Gaon Digital Chart)   | 1        |
| Corea del Sur (Gaon Album Chart)     | 2        |
| Japón (Billboard Japan Hot 100)      | 10       |
| U.S. World Digital Songs (Billboard) | 4        |

Ventas
| Gráficos                         | Ventas  |
| -------------------------------- | ------- |
| South Korean Gaon Download Chart | 843 843 |